# Kirtland Safety Society

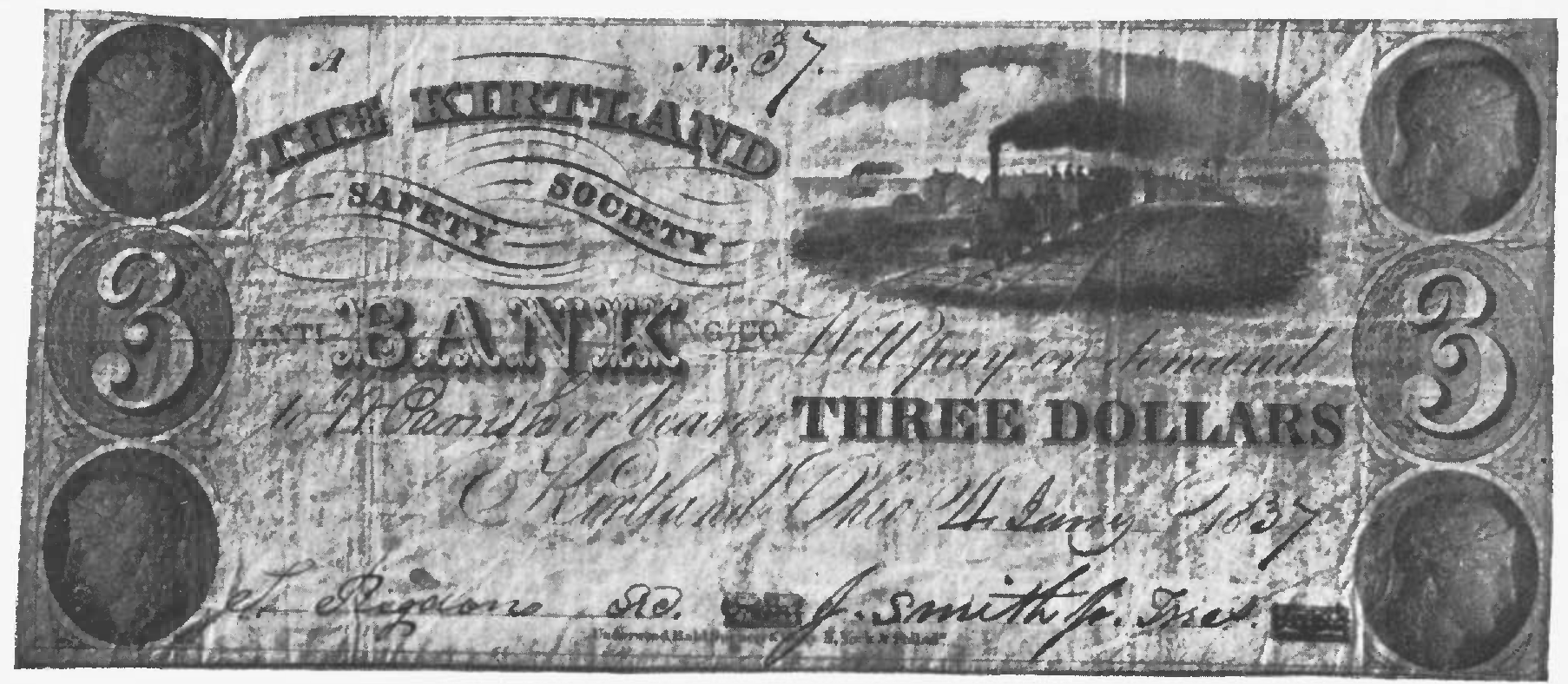
Banknote der Kirtland Safety Society

Die Kirtland Safety Society (KSS) war ein Finanzinstitut, das Joseph Smith, der Gründer und Präsident der Kirche Jesu Christi der Heiligen der letzten Tage zum 1. Januar 1837 ins Leben rief, um den Liquiditätsengpässen seiner Glaubens- und Wirtschaftsgemeinschaft sowie des Gemeinwesens in Kirtland (Ohio) abzuhelfen und damit die Wirtschaft der Region zu fördern. Präsident der Bank war Sidney Rigdon, Smith selbst amtierte als Kassierer. Wegen verfehlter Finanzpolitik der USA, mangelnden Genehmigungen und mangelnden Verständnisses für Geldpolitik von Seiten der Betreiber brach die Bank im November 1837 zusammen und verursachte bei ihren Kunden und Aktionären hohe Verluste.

## Die Vorgeschichte
Kirtland, unweit des Eriesees gelegen, war um 1830 eine aufstrebende Gemeinschaft am Rande der USA und zog viele neue Siedler an, eine typische Stadt des „Wilden Westens“ voll von grenzenlosem Optimismus, Tatkraft und oft zweifelhaften Wirtschaftspraktiken, denen die lückenhaften Gesetze keinen wirkungsvollen Riegel vorschoben. Einen regelrechten Zuzugsboom löste ab 1831 die Verlagerung des Sitzes der neu gegründeten Kirche Jesu Christi der Heiligen der Letzten Tage von Palmyra (New York) nach Kirtland aus. Der Zuzug verursachte heftigste Landspekulationen, die die Grundstückspreise vervielfachten. Um die wachsende Wirtschaft in Gang zu halten und den Liquiditätsbedarf all der neuen Unternehmer und der Kirche zu decken, waren sowohl Bargeld als auch Kredite in vermehrtem Umfang nötig. Beides war nicht zu bekommen oder nur zu horrenden Zinssätzen. Vermögen in Form von Landbesitz und Unternehmen war genug vorhanden, um etwaige Kredite abzusichern.
Was die Kirche betraf, verschärfte sich die Situation 1836 durch den relativ kostspieligen Bau des Kirtland Tempels. Auch war die weiterhin stattfindende Zuwanderung von Bekehrten mit ihren wirtschaftlichen Konsequenzen zu organisieren. Da von staatlicher Seite oder von den Banken im Osten keine Hilfe zu erwarten war, wurden in der Grenzregion Banken gegründet. Auch Joseph Smith beschloss, eine Bank zu gründen, um mit den von ihr ausgegebenen Banknoten und Krediten die ständigen Liquiditätsengpässe zu beseitigen. Ganz allgemein erhofften sich die Bewohner des Westens von der Gründung von Banken die Lösung ihrer wirtschaftlichen Problem, vor allem hofften sie auf Kredite um ihre Ideen zur Erschließung des Landes zu finanzieren und damit reich zu werden.

## Die Gründung
Bereits im August 1836 erkundete Oliver Cowdery die Herstellung von Banknoten, was zu jener Zeit für zugelassene Banken völlig legal war. Banknoten waren Dokumente, die aussagten, dass bei ihrer Vorlage der darauf genannte Wert von der Bank in Gold ausgezahlt werden würde.
Am 2. November 1836 wurden die Statuten der Kirtland Safety Society Bank beschlossen mit Sidney Rigdon als Präsident und Joseph Smith als Kassier. Der Staat Ohio, dominiert von Demokraten, die prinzipiell Banken ablehnend gegenüberstanden, verweigerte der Bank jedoch die Zulassung. Daraufhin wurde die Bank in eine Aktiengesellschaft umgewandelt mit der Bezeichnung Kirtland Safety Society Anti-Banking Company. Die vorgesehenen Banknoten wurden als Aktien ausgegeben. Dies war ein legaler Trick. De facto sollte die Gesellschaft nach wie vor als Bank funktionieren und vor allem die für die Wirtschaft nötige Liquidität sicherstellen.

## Der Betrieb
Die Gesellschaft nahm am 2. Januar 1837 den Betrieb auf, indem sie Kredite in Form ihrer Wertpapiere vergab, die durch Grundbesitz abgesichert waren. Joseph Smith ermunterte die Mitglieder, sich an dieser Aktiengesellschaft zu beteiligen. Die KSS verkündete bereits im Januar, dass sie ihre Wertpapiere zwar gegen Land, aber nicht gegen Gold eintauschen kann, da Gold einfach nicht zu akzeptablen Konditionen zu bekommen war. Dies verursachte, dass der Wert verfiel. Sie wurden bereits Anfang Februar zu einem Preis von 12,5 Cent pro Dollar Nominalwert gehandelt. Wie das wieder aufgefundene Kassenbuch zeigt, wurden die Anteile jedoch von Anfang an zu einem niedrigeren Ausgabekurs von 26,5 Cent gehandelt. Das heißt, die Papiere wurden nicht, so wie von den Gründern vorgesehen, als Zahlungsmittel für Waren und Dienstleistungen angenommen. Ein zweiter Versuch, eine Zulassung als Bank zu bekommen, scheiterte im Februar 1837.

## Der Zusammenbruch
Als im Mai eine große Finanzkrise die USA erschütterte, war absehbar, dass sich, wie viele andere Institute auch, die Kirtland Safety Society nicht würde halten können, besonders da sie von Anfang an nicht wirklich das Vertrauen der Bevölkerung genossen hatte. 
Banken in den umgebenden Staaten stellten die Einlösung von Banknoten in Gold oder Silber ein. Daraufhin sahen sich die Banken auch in Ohio gezwungen, ebenfalls die Einlösung zu stoppen, um nicht durch ein völliges Abwandern der ohnehin spärlichen Edelmetallreserven ihren eignen Spielraum völlig zu verlieren. Damit verloren die Banken ganz allgemein das Vertrauen und niemand wollte mehr die von ihnen ausgegebenen Banknoten als Zahlungsmittel akzeptieren. Der Zusammenbruch war damit vorprogrammiert. Extrem verschärft wurde die Situation dadurch, dass sich die Kreditnehmer der Banken und damit die Banken selbst maßlos überschuldeten in der Hoffnung, mit ihren Unternehmen Erfolg zu haben und dann die Kredite leicht zurückzahlen zu können.
Vorwürfe, das Institut sei unordentlich oder sogar verbrecherisch geführt worden, sind entkräftet worden, seit das Kassenbuch gefunden wurde. Es zeigt auch, dass der Geschäftsbetrieb mindestens bis Juli 1837 fortgesetzt wurde. Im Juni 1837 zeichnete sich deutlich ab, dass die Kirtland Safety Society nicht überleben würde. Joseph Smith drängte zu einer Beendigung der Geschäftstätigkeit und zog sich selbst aus dem Finanzinstitut zurück. Zu jener Zeit erlangte Edward Partridge größere Bedeutung, der wider besseres Wissen weiterhin Banknoten der Gesellschaft ausgab und damit den mittlerweile sicheren Zusammenbruch verschlimmerte.

## Folgen des Zusammenbruchs
Die unmittelbare Folge war, dass eine ganze Anzahl Menschen Vermögen verlor. Da es sich um ein mormonisches Finanzinstitut handelte, waren es vor allem Mormonen. Es war auch nicht gelungen, die drängenden finanzpolitischen Probleme in Kirtland dauerhaft in den Griff zu bekommen, im Gegenteil, die Situation war schlimmer als zuvor. Die Kontroverse darüber, wer an der Misere Schuld trug, führte, neben anderen Grundsatzfragen, zu einer tiefen Spaltung in der Kirche, die mit der Exkommunikation einer ganzen Reihe von Führungspersönlichkeiten ihren Höhepunkt fand. Unter den Ausgeschlossenen jener Zeit waren vier aus dem 1835 eingerichteten Kollegium der Zwölf Apostel sowie alle drei Zeugen für das Buch Mormon, Oliver Cowdery, David Whitmer und Martin Harris. Von den Unzufriedenen wurde Joseph Smith als „gefallener Prophet“ bezeichnet. Er hätte in Sachen Kirtland Safety Society offensichtlich uninspiriert gehandelt, sonst wäre die Sache nicht schiefgegangen, argumentierten sie.
Joseph Smith hatte, da er für Verbindlichkeiten der Gesellschaft haftete, Schulden in Höhe von 100.000 Dollar, die er versuchte abzutragen. Er und Sidney Rigdon flohen nach Missouri, da sie fürchteten, aufgebrachte Geschädigte, die ihre Feinde geworden waren, könnten handgreiflich Rache an ihnen nehmen, und sie wollten sich auch den Behörden in Ohio entziehen. Auf der anderen Seite setzte Joseph Smith Oliver Granger als Agenten ein, der die Geschäfte der Kirche in Kirtland so gut wie möglich abwickeln sollte. Dies schlug sich unter anderem in einer Offenbarung nieder. Zudem gibt die Übertragung der Anteile von Joseph Smith und neun weiteren Aktieninhabern auf „O.Granger und J.Carter“ am 8. Juni 1837, die im Kassenbuch vermerkt wurde, einen Hinweis darauf. In einem Zivilprozess wurden Joseph Smith und Sidney Rigdon wegen Ungesetzlichkeiten im Betrieb der Kirtland Safety Society zu beträchtlichen Geldstrafen verurteilt.
Nachdem die Kirche bereits ab 1831 ein zweites Zentrum in Missouri eingerichtet hatte, wurde der Sitz 1838 vollständig nach Missouri verlegt und die Mitglieder der Kirche wanderten fast vollständig aus Kirtland und dem Umland ab. Der Zusammenbruch der KSS trug zur Beschleunigung dieses Umzugs bei. Der Hauptgrund war jedoch, dass Joseph Smith in Offenbarungen bereits 1831 und 1832 erklärt hatte, dass das „Neue Jerusalem“ in Missouri errichtet werden und sich die Heiligen dort sammeln sollten.